# دیل پترسون
دیل پترسون (انگلیسی: Dale Peterson؛ زادهٔ ۲۰ نوامبر ۱۹۴۴) نویسنده ای آمریکایی است که دربارهٔ موضوعات علمی و تاریخ طبیعی می‌نویسد. او به همراه ریچارد رانگهام نویسنده کتاب مردان شیطانی است.